# Boeing 767

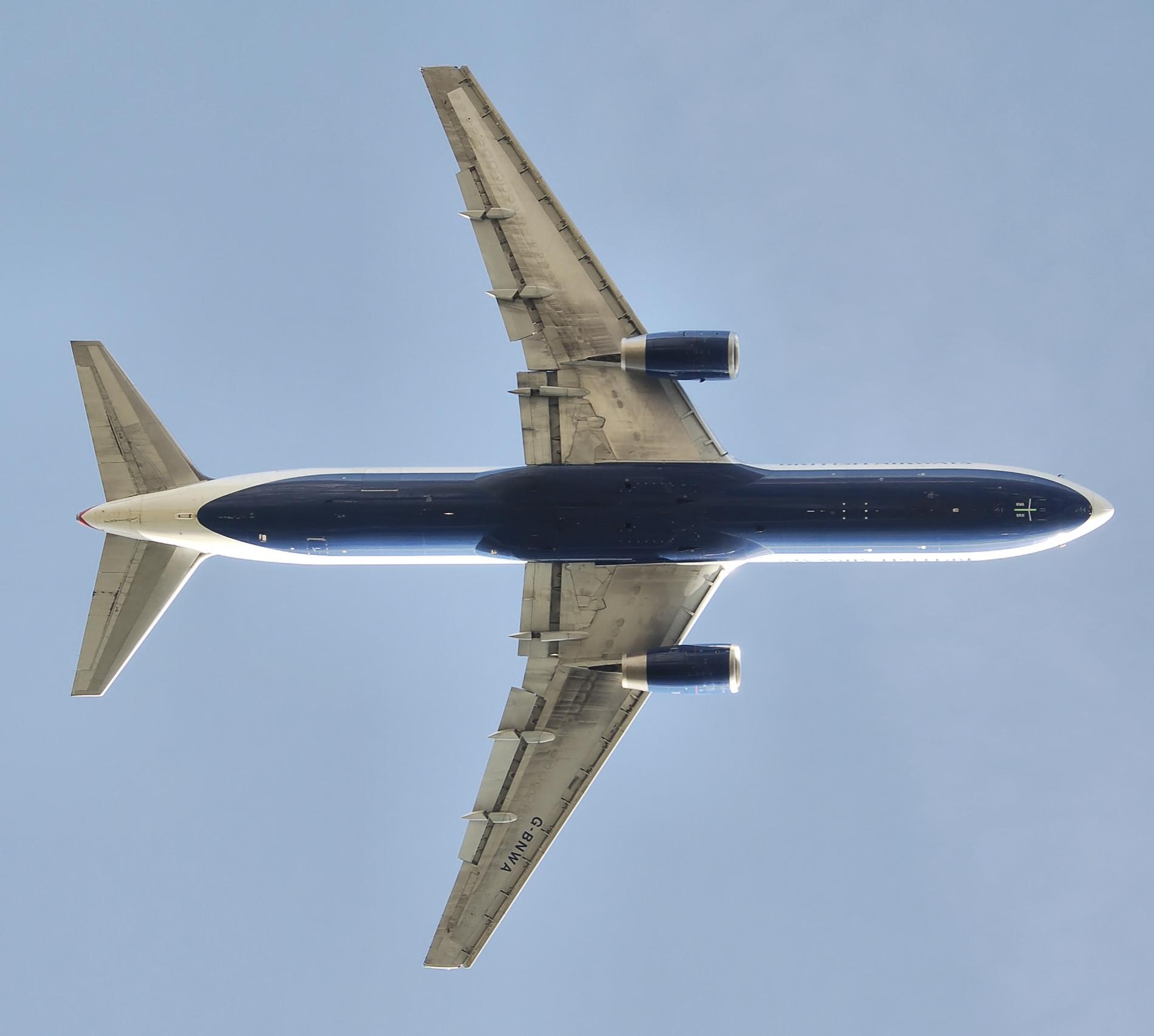
Undersidan av en Boeing 767-300.

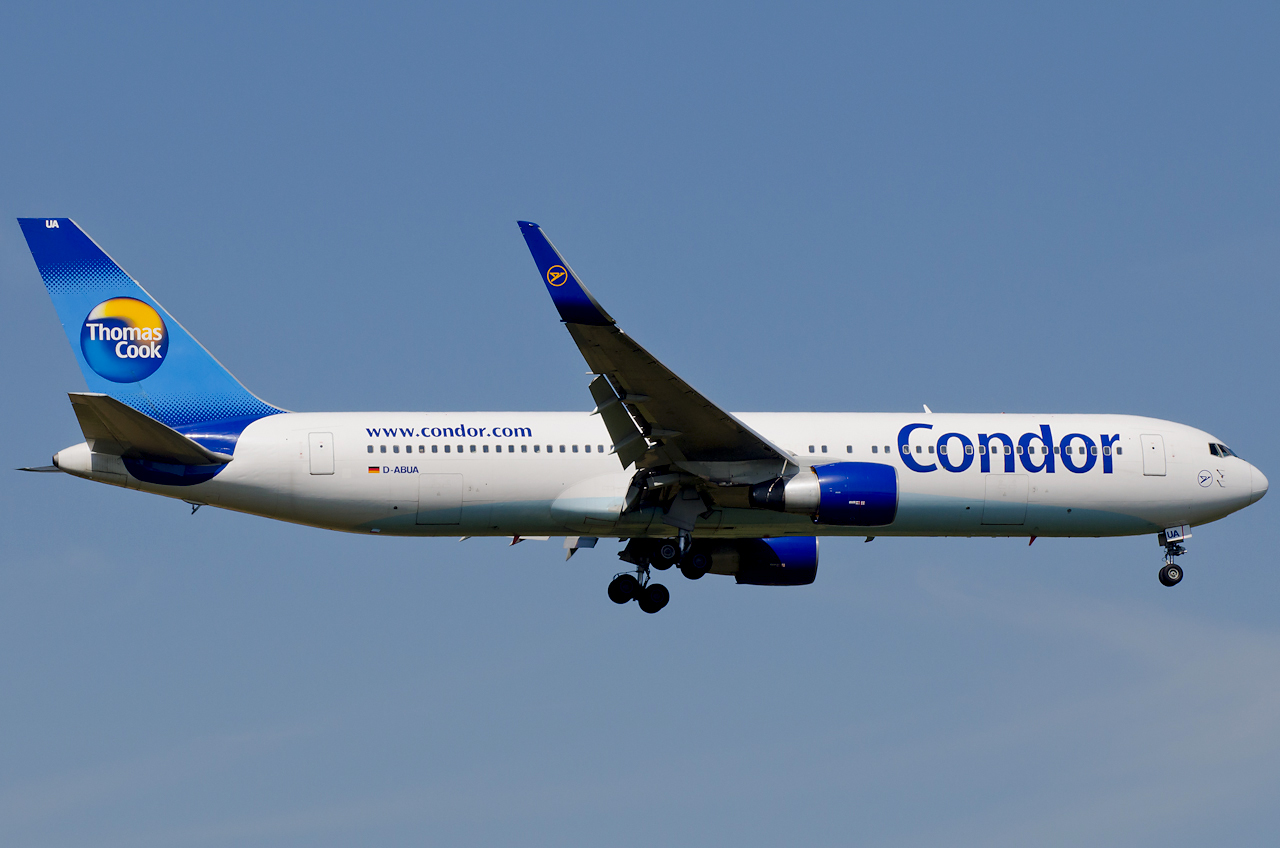
Condor Airlines Boeing 767-300ER.

Boeing 767 är ett tvåmotorigt jetdrivet trafikflygplan tillverkat av Boeing Commercial Airplanes. 767 lanserades samtidigt som systermodellen 757, men är betydligt bredare och har två mittgångar i passagerarutrymmet och stolarna placerade 2+4+2, 2+3+2 och 2+2+2. Flygplanstypen planeras att ersättas i Boeings trafikflygplansutbud av Boeing 787. Planet har tillverkats i över tusen exemplar och har varit i produktion längre än planerat på grund av förseningar vid utveckling och framtagning av efterträdaren B787.
Den delar nos med Boeing 777 samt har utrustats med Winglets i efterhand för att ge minskad bränsleförbrukning.

## Varianter
- 767-200 – Den första 767:an, tillverkades åren 1981–1994.
- 767-200ER – Suffixet ER står för extended range - utökad räckvidd. 767-200ER blev den första 767:an som flög non-stop över Atlanten. Första leverans: 1984.
- 767-300 – En förlängd 767. Första leverans: 1986.
- 767-300ER – Långdistansversion av 767-300. Första flygning i trafik: 1988.
- 767-300F – Fraktversion av 767-300ER som levererades 1995.
- 767-400ER – Den längsta 767:an. Designades för att ersätta Delta Airlines och Continental Airlines DC-10:or och Lockheed L-1011 TriStar. Första leverans: 2000.

Utöver dessa civila varianter finns några militära varianter, till exempel E-767 som används av det japanska flygvapnet som plattform för AWACS samt även som flygplan för lufttankning, KC-46 Pegasus, som i USA:s flygvapen är ett lufttankningsflygplan.

## Flygplansdata
| Variant       | 767-200 | 767-200ER | 767-300 | 767-300ER | 767-300F | 767-400ER |
| ------------- | --- | --- | --- | --- | --- | --- |
| Längd         | 48,5 meter | 48,5 meter | 54,9 meter | 54,9 meter | 54,9 meter | 61,4 m |
| Vingspann     | 47,6 meter | 47,6 meter | 47,6 meter | 47,6 meter | 47,6 meter | 51,9 m |
| Passagerare   | 181–255 | 181–255 | 218–351 | 218–351 | 0 | 245–375 |
| Lastkapacitet | 81,4 m³ 22 LD2-containrar | 81,4 m³ 22 LD2-containrar | 106,8 m³ 30 LD2 | 106,8 m³ 30 LD2 | 454 m³ 30 LD2 + 24 flygpallar | 129,6 m³ 38 LD2 |
| Räckvidd      | 9 400 km (5 200 sjömil) | 12 200 km (6 600 sjömil) | 9 700 km (5 230 sjömil) | 11 305 km (6 105 sjömil) | 6 050 km (3 270 sjömil) | 10 450 km (5 650 sjömil) |
| Marschfart    | Mach 0,8 (870 km/h) | Mach 0,8 (870 km/h) | Mach 0,8 (870 km/h) | Mach 0,8 (870 km/h) | Mach 0,8 (870 km/h) | Mach 0,8 (870 km/h) |
| Motorer       | Två turbojetmotorer, vanligtvis antingen General Electric CF6-80 (dragkraft ca 289 kN) eller Pratt & Whitney PW4062 (280 kN). Vissa flygplan har Rolls-Royce-motorn RB211 (267 kN) | Två turbojetmotorer, vanligtvis antingen General Electric CF6-80 (dragkraft ca 289 kN) eller Pratt & Whitney PW4062 (280 kN). Vissa flygplan har Rolls-Royce-motorn RB211 (267 kN) | Två turbojetmotorer, vanligtvis antingen General Electric CF6-80 (dragkraft ca 289 kN) eller Pratt & Whitney PW4062 (280 kN). Vissa flygplan har Rolls-Royce-motorn RB211 (267 kN) | Två turbojetmotorer, vanligtvis antingen General Electric CF6-80 (dragkraft ca 289 kN) eller Pratt & Whitney PW4062 (280 kN). Vissa flygplan har Rolls-Royce-motorn RB211 (267 kN) | Två turbojetmotorer, vanligtvis antingen General Electric CF6-80 (dragkraft ca 289 kN) eller Pratt & Whitney PW4062 (280 kN). Vissa flygplan har Rolls-Royce-motorn RB211 (267 kN) | Två turbojetmotorer, vanligtvis antingen General Electric CF6-80 (dragkraft ca 289 kN) eller Pratt & Whitney PW4062 (280 kN). Vissa flygplan har Rolls-Royce-motorn RB211 (267 kN) |

Flygbolag som har flugit eller flyger Boeing 767 är bland annat:

- Air Canada
- Air France
- American Airlines
- All Nippon Airways
- Aer Lingus
- Aeroflot
- Air Italy
- British Airways
- United Airlines
- Delta Airlines
- Eritrean Airlines
- Ethiopian Airlines
- Kenya Airways
- Japan Airlines
- LAN
- LOT
- Qantas Airways
- United Airlines
- US Airways
- ThomsonFly
- TUIfly
- TUIfly Nordic
- LAM Mozambique Airlines
- Martinair
- Scandinavian Airlines